# Tom Leppert
Thomas C. "Tom" Leppert, född 15 juni 1954 i New York, är en amerikansk republikansk politiker och affärsman. Han var borgmästare i Dallas 2007–2011. Leppert tjänstgjorde som verkställande direktör för Turner Construction innan han blev borgmästare.
Leppert är medlem av Park Cities Baptist Church i University Park. Församlingen hör till Southern Baptist Convention.